# A Dança dos Paroxismos
A Dança dos Paroxismos és una pel·lícula muda portuguesa, dirigida per Jorge Brum do Canto el 1929. El seu argument es basa en el poema "Les Elfes" de Leconte de Lisle i és considerada un dels primers casos de cinema oníric.

## Argument
Basada en una llegènda germànica narra les dissorts amoroses del jove Gonthramm, l'amor del qual és maleït per un mal esperit, una banshee.

## Repartiment
- Machado Correia
- Jorge Brum do Canto
- Maria Do Carmo
- Maria Emília Vilas
- Maria Manuela Varela

## Producció
La pel·lícula (produïda per Mello, Castello Branco, Lda.) va ser mostrada per primer cop el novembre de 1930; es va tornar a presentar el 27 d'octubre de 1984 a la Cinemateca Portuguesa, que té els seus negatius i els únics exemplars existents.